# Tanystylum acuminatum
Tanystylum acuminatum är en havsspindelart som beskrevs av Stock, J.H. 1954. Tanystylum acuminatum ingår i släktet Tanystylum och familjen Ammotheidae. Inga underarter finns listade i Catalogue of Life.